# Чкарино
 Чка́рино  (мар. Шнаран) — село в Советском районе Республики Марий Эл. Входит в состав Ронгинского сельского поселения.

## География
Находится в центральной части республики Марий Эл на расстоянии приблизительно 5 км по прямой на юг-юго-запад от районного центра — посёлка Советский.

## История
Основано предположительно в XVII веке. В 1781—1782 годах согласно «Ведомости о наместничестве Казанском» в деревне Чкарина при речке Шуле Царевококшайского уезда проживали 45 ясачных крестьян. В конце XVIII века в Чкарине было 28 дворов. В 1915 года в Чкарине была построена Алексиевская церковь. В 2014 году открылась новая Покровская церковь. В советское время работал колхоз «Вперёд» (позже ЗАО «Чкарино»).

## Население
| 2010 |
| ---- |
| 607  |

Население составляло 629 человек (русские 29 %, мари 68 %) в 2002 году.

## Памятники и памятные места
- Объект культурного наследия народов РФ регионального значения. Рег. № 121610415800005 (ЕГРОКН). Объект № 1200000454 (БД Викигида) Церковь Покрова Пресвятой Богородицы — памятник архитектуры (арх. Малиновский Ф.Н.[7], 1915; ул. Центральная, д. 2)

## Известные уроженцы
- Бороухин Алексей Илларионович (1921—2004) — марийский советский деятель сельского хозяйства, партийный и комсомольский деятель. Помощник Председателя Президиума Верховного Совета Марийской АССР. Председатель колхоза «Вперёд» Советского района (1943—1962), колхоза «Победитель» Медведевского района Марийской АССР (1964—1975). Кавалер ордена Ленина (1971). Участник Великой Отечественной войны. Член ВКП(б).
- Крупняков Аркадий Степанович (1919—1994) — советский и российский писатель, автор исторических и фантастических романов, драматург, журналист. Народный писатель Марийской АССР (1978). Лауреат Государственной премии МАССР (1975). Участник Великой Отечественной войны.